# Nikki Marshall
Nicole Sue Marshall (Mead, 2 juni 1988) is een Amerikaanse voormalig voetbalster.

## Clubcarrière
| Jaar        | Club               |
| ----------- | ------------------ |
| 2008 - 2009 | Colorado Force     |
| 2010        | Washington Freedom |
| 2011        | magicJack          |
| 2011        | Boston Breakers    |
| 2013-2014   | Portland Thorns FC |